# Landschaftsschutzpark Bartschtal

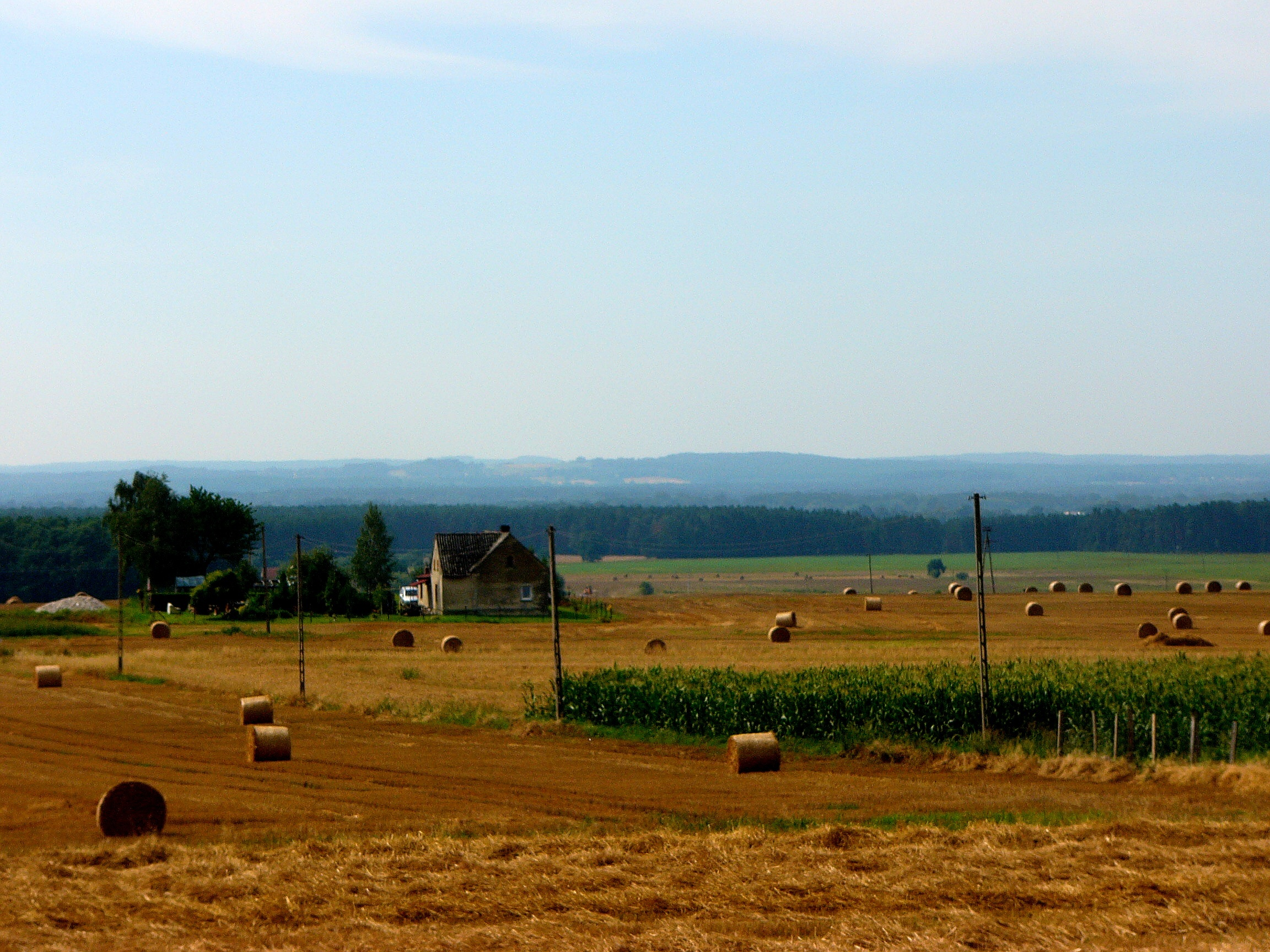
Das Bartschtal von Strebitzko aus gesehen

Der Landschaftsschutzpark Bartschtal (pl. Park Krajobrazowy Dolina Baryczy) ist ein Schutzgebiet der IUCN-Kategorie V entlang des Flusses Barycz (dt. Bartsch) und erstreckt sich zwischen den polnischen Woiwodschaften Niederschlesien und Großpolen. Der Park wurde im Jahr 1996 gegründet und stellt mit einer Fläche von 870,4 km² den größten Landschaftsschutzpark in der Woiwodschaft Niederschlesien dar. Teilstücke des Parks gehören zum europäischen Netzwerk von Schutzgebieten, Natura 2000, und sind als Naturreservat ausgewiesen.

## Geografie

### Lage
Der Park liegt in den Kotlina Żmigrodzka und Milicki (dt. Trachenberger und Militscher Becken) entlang des Flusses Barycz (dt. Bartsch) und umfasst eine Fläche von insgesamt 870,4 km². Dabei liegen mehr als 80 % des Areals in den Landkreisen Trzebnica, Milicz und Oleśnica der Woiwodschaft Niederschlesien. Das restliche Gebiet befindet sich im Landkreis Ostrów Wielkopolski der Woiwodschaft Großpolen.

### Gliederung
Innerhalb des Parks liegen fünf Rezerwaty Przyrody (dt. Naturreservate), Schutzgebiete der IUCN-Kategorie IV. Dazu gehören die Naturreservate Wydymacz, Radziądz, Olszyny Niezgodzkie, Stawy Milickie und Wzgórze Joanny. Des Weiteren liegen große Teile des Parks in den europäischen Schutzgebieten, Specjalny Obszar Ochrony Siedlisk (SOO) Ostoja nad Baryczą und Obszar Specjalnej Ochrony Ptaków (OSO) Dolina Baryczy. Diese gehören zum europäischen Netzwerk von Schutzgebieten, Natura 2000. Die zuvor genannten Naturreservate sind in beiden Schutzgebieten ebenfalls enthalten.
Das Reservat Olszyny Niezgodzkie liegt im Süden von Niezgoda (Nesigode) und besitzt eine Fläche von 74 ha. Die Flora des Gebiets ist durch Sümpfe und Waldgebiet geprägt. Das 8 ha große Reservat Radziądz befindet sich in einem Waldstück nördlich von Żmigród (Trachenberg) und das Reservat Wzgórze Joanny (Johannashöh) liegt in einem 24 ha großen Waldstück in der Nähe des Orts Postolin (Postel). Das Reservat Wydymacz erstreckt sich auf einer Fläche von 46 ha im Osten des Parks und umfasst ein Waldgebiet mit einem Teich. Das Reservat Stawy Milickie (Militscher Seenplatte) besteht aus fünf Ansammlungen von Teichen, die verstreut im Landschaftsschutzpark liegen. Diese sind der Kompleks Jamnik (deutsch: Jamnik-Teich) südlich von Ruda Żmigrodzka (Hammer-Trachenberg), die periodischen Teiche bei Stawno (deutsch: Unterer Schwellwitzteich, Grabosnitzeteich, Gollitzer Teich, Hans-Heinrich-Teich, Eleonorenteich, Neue-Welt-Teich), die Teiche bei Radziądz (Radziunz, Alt-Teich, Elens-Teich), die Teiche bei Ruda Sułowska (Hammer-Sulau, Tschasnofketeich, Fruschketeich, Grabofker Teich, Sprenitzeteich, Drosiskenteich). Das Gebiet besitzt eine Größe von 53,24 km².
Das SOO Ostoja nad Baryczą hat größtenteils die Ausmaße des Landschaftsschutzparks und weist eine Größe von 820,26 km² auf. Das OSO Dolina Baryczy erstreckt sich auf einer Fläche von 555,16 km² innerhalb des Landschaftsschutzparks. Es dient insbesondere dem Vogelschutz und umfasst Sumpfgebiete, Teiche entlang der Barycz.

## Flora und Fauna
Der Park ist von Wiesen, Wäldern, Sümpfen und Ansammlungen von Teichen geprägt, die als Lebensraum für zahlreiche Tier- und Pflanzenarten dienen. Die Teiche nehmen insgesamt eine Fläche von 75 km² ein und stellen damit eine Besonderheit des Parks dar. Im Rahmen einer Untersuchung konnten fünf Reptilien-, 13 Amphibien-, 34 Fisch-, 56 Säugetier- und 240 Vogelarten sowie große Populationen der Gelben Teichrose (Nuphar lutea) und des Gemeinen Schwimmfarns (Salvinia natans) im Park ermittelt werden. Des Weiteren ließen sich 14 Pflanzen- bzw. Tierarten aus dem Anhang II der FFH-Richtlinie identifizieren, die als besonders schutzbedürftig in der EU gelten. Dazu gehören zum Beispiel der Große Eichenbock (Cerambyx cerdo) und der Eremit (Osmoderma eremita).

## Geschichte
Im Mittelalter legten vermutlich Zisterzienser Mönche die ersten Teiche entlang der Barycz an und nutzten diese zur Fischzucht. Im Jahr 1995 wurden große Abschnitte der Teiche als Naturreservat ausgewiesen, die heutzutage ein zentrales Element des Parks bilden. Am 3. Juni 1996 erfolgte die Gründung des Landschaftsschutzparks Bartschtal und im Jahr 2004 wurden Teile des Parks in das europäische Netzwerk von Schutzgebieten, Natura 2000, aufgenommen.